# سفارة ألمانيا في دمشق
السفارة الألمانية في دمشق هي التمثيل الدبلوماسي لجمهورية ألمانيا الاتحادية في الجمهورية العربية السورية. تم إغلاق السفارة مؤقتا من عام 2012 إلى عام 2025 بسبب الثورة السورية. و مع ذلك، لم تنقطع العلاقات الدبلوماسية بين البلدين مطلقا أثناء الإغلاق.

## الموقع والمبنى
ويقع مبنى السفارة، الذي كان يستخدم حتى إغلاقه المؤقت، في حي المالكي وسط العاصمة السورية دمشق . عنوان السفارة كان: شارع عبد المنعم الرياض، زاوية شارع إيبلا، المالكي، دمشق.
كانت شركات ألمانية تقوم عمومًا بأعمال الصيانة الرئيسية للمبنى الفيدرالي متعدد الطوابق.

## الرسالة والتنظيم
تتمثل مهمة السفارة الألمانية في دمشق في الحفاظ على العلاقات الألمانية السورية ، وتمثيل المصالح الألمانية تجاه الحكومة السورية، وإبلاغ الحكومة الألمانية بالتطورات في سوريا. ومن المتوقع أيضًا أن يساهم الدبلوماسيون الألمان في استقرار البلاد وإعادة إعمارها.

## التاريخ
احتفظت الرايخ الألماني بتمثيل قنصلي في دمشق من عام 1927 إلى عام 1939. حصلت سوريا على استقلالها عن فرنسا في 17 أبريل 1946. افتتحت جمهورية ألمانيا الاتحادية مفوضية لها في دمشق في 14 أكتوبر/تشرين الأول 1952، والتي تم تحويلها إلى قنصلية عامة في 3 أبريل/نيسان 1958 بعد اندماج سوريا مع مصر لتشكيل الجمهورية العربية المتحدة . ومن هنا تم إنشاء السفارة في 22 أكتوبر 1961. وانقطعت العلاقات الدبلوماسية في 13 مايو/أيار 1965، واستؤنفت في 7 مارس/آذار 1974 بإعادة فتح السفارة.  خلال فترة الإغلاق، عملت فرنسا كقوة حامية .
منذ عام 1956، احتفظت جمهورية ألمانيا الديمقراطية (شرق ألمانيا) ببعثة تجارية رسمية في دمشق، والتي تمت ترقيتها إلى تمثيل قنصلي في عام 1961. في 5 يونيو 1969، أقيمت العلاقات الدبلوماسية مع تبادل السفراء. تم إغلاق سفارة جمهورية ألمانيا الديمقراطية في دمشق في عام 1990 عندما انضمت جمهورية ألمانيا الديمقراطية إلى جمهورية ألمانيا الاتحادية .
ونتيجة للحرب الأهلية السورية، تم إغلاق السفارة في 22 يناير/كانون الثاني 2012. ولم يبق امن عمال السفارة في الموقع بعد ذلك أحد. في أعقاب الإطاحة ببشار الأسد، قام وفد من وزارة الخارجية الألمانية بزيارة العقار الشاغر للسفارة الألمانية في دمشق في 17 ديسمبر/كانون الأول 2024، لدراسة الظروف لإعادة فتحها المحتملة.
أعيد فتح السفارة في 20 مارس 2025 من قبل وزيرة الخارجية الألمانية أنالينا بيربوك ، مع استخدام المبنى لإجراء محادثات مؤقتة فقط. وستتم تنفيذ المهام اليومية الأخرى في البداية في مكان آخر سري لأسباب أمنية. وسيتولى الممثلية في البداية الدبلوماسي ستيفان شنيك، الذي سيعمل قائما بالأعمال. سيتم تسمية السفير في وقت لاحق. 

## روابط خارجية
- موقع السفارة الألمانية بدمشق
- قائمة ممثليات جمهورية ألمانيا الاتحادية في الخارج (PDF؛ 658 كيلو بايت)
- سوريا: نظرة عامة - وزارة الخارجية الألمانية